# Tajemnica Westerplatte
Tajemnica Westerplatte é um filme polono-lituano de 2013, dos gêneros drama de guerra e ficção histórica, dirigido por Pawel Chochlew. 

## Sinopse
A Polônia foi o primeiro país a dizer "não" para Hitler. Em 1939, as vésperas de se iniciar a Segunda Guerra Mundial, 200 soldados defendem Westerplatte, península localizada ao norte da Polônia, conhecido como local da primeira batalha da Segunda Guerra, que se iniciou em 1 de setembro de 1939. Lá, o Major Sucharski recebe ordens para resistir somente por 12 horas, mas 6 dias se passaram e os soldados mesmo cercados e sem espereça de receber reforços, continuam a lutar influenciados pelo capitão Kuba, que não aceita a rendição.

## Elenco
- Michal Zebrowski ... Henryk Sucharski
- Robert Zoledziewski ... Franciszek Dabrowski
- Jan Englert ... Wincenty Sobocinski
- Piotr Adamczyk ... Mieczyslaw Slaby
- Borys Szyc ... Stefan Ludwik Grodecki
- Przemyslaw Cypryanski ... Zdzislaw Kregielski
- Miroslaw Zbrojewicz ... Jan Gryczman
- Marcin Krawczyk ... Piotr Buder
- Kazimierz Mazur ... Edmund Szamlewski
- Jakub Wesolowski ... Bernard Rygielski